# Dambadeniya
Dambadeniya (singhalesisch දඹදෙණිය) ist eine archäologische Stätte in der Nordwestprovinz (Wayamba) von Sri Lanka. Die befestigte Stadt, die heute noch als Ruine besichtigt werden kann, diente Mitte des 13. Jahrhunderts als Hauptstadt von Sri Lanka. Die Stätte liegt 31 km von Kurunegala, der heutigen Hauptstadt der Nordwestprovinz entfernt an der Hauptstraße Kurunegala–Negombo.

## Geschichte
Dambadeniya gelangte im 13. Jahrhundert zu Einfluss. König Vijayabahu III. (1232–36) wählte die Stadt als Hauptstadt, da Polonnaruwa immer wieder durch Invasionen bedroht wurde. Auf dem Gipfel des Felsens von Dambadeniya ließ er Befestigungsanlagen, Mauern und Tore errichten. Die Stadt wurde außerdem durch einen Graben, einen Sumpf und weitere Wälle rund um den Königspalast geschützt. Unter König Parakramabahu II. (1236–70) erreichte das Königreich Dambadeniya den Höhepunkt seiner kurzlebigen Macht. Parakramabahu dichterische Meisterwerke „Kavisilumina“ und „Visuddi Marga Sannasa“ bilden auch einen Wendepunkt der Sinhala-Literatur.

## Architektur
Von den Palästen sind nur noch Ruinen und Fundamente übrig. Ausgrabungen haben die Überreste des Tempels der Zahnreliquie des Buddha, des Königs-Palastes, von Gärten, Gräben und Stadtmauern teilweise freigelegt. Im Zweistöckigen Zahn-Tempel gibt es noch einige Buddha-Statuen in der Form der Vijayasundararamaya und Wandmalereien aus dem 18. Jahrhundert.